# Nuno Valente
Nuno Jorge Pereira Silva Valente (Lissabon, 12 september 1974), kortweg Nuno Valente, is een voormalig Portugees voetballer, die zijn loopbaan in 2009 beëindigde bij Everton.
Nuno Valente was een verdediger en speelde zijn eerste interland op 7 september 2002 tegen Engeland. Hij maakte deel uit van de selectie voor het WK voetbal 2006. Hij speelde in totaal 32 interlands het nationale elftal van Portugal.

## Erelijst
FC Porto
- UEFA Cup

2003
- UEFA Champions League

2004
1 Ricardo Pereira ·
2 Ferreira ·
3 Jorge ·
4 Andrade ·
5 Couto  ·
6 Costinha ·
7 Figo ·
8 Petit ·
9 Pauleta ·
10 Costa ·
11 Simão ·
12 Quim ·
13 Miguel ·
14 Valente ·
15 Beto Severo ·
16 Ricardo Carvalho ·
17 Ronaldo ·
18 Maniche ·
19 Tiago ·
20 Deco ·
21 Gomes ·
22 Moreira ·
23 Postiga ·
Coach: Scolari
1 Ricardo Pereira ·
2 Ferreira ·
3 Caneira ·
4 Ricardo Costa ·
5 Meira ·
6 Costinha ·
7 Figo  ·
8 Petit ·
9 Pauleta ·
10 Viana ·
11 Simão ·
12 Quim ·
13 Miguel ·
14 Valente ·
15 Boa Morte ·
16 Ricardo Carvalho ·
17 Ronaldo ·
18 Maniche ·
19 Tiago ·
20 Deco ·
21 Gomes ·
22 Santos ·
23 Postiga ·
Coach: Scolari